# Iglesia de Nuestra Señora de los Dolores (Entrerríos)
La Iglesia de Nuestra Señora de los Dolores es un templo colombiano de culto católico dedicado a la Virgen María bajo la advocación de los Dolores, está ubicada en el parque principal del municipio de Entrerríos (Antioquia) y pertenece a la jurisdicción eclesiástica de la Diócesis de Santa Rosa de Osos.

## Reseña histórica
Erigida viceparroquia de Santa Rosa de Osos en 1832, en Entrerríos comenzó a levantarse una capilla en terrenos donados por don José María de la Sierra, siendo el padre Sinforoso de Upegui el encargado de bendecir la primera piedra. El 27 de julio de 1836 fue erigida en parroquia. La capilla fue remodelada en 1882 por el Pbro. Juan Bautista Múnera, añadiéndose, poco a poco, el frontis, el techo, el reloj y las campanas, terminándose las obras en 1888.
Es un templo de tres naves con capacidad para 500 personas, en cuyo interior hay lienzos de Salvador Arango Botero en decoración del cielo raso, además de la imagen de la Virgen de los Dolores, de origen barcelonés, que preside el altar dorado tallado en madera.